# コロッケ!DS 天空の勇者たち
『コロッケ!DS 天空の勇者たち』（コロッケDS てんくうのゆうしゃたち）は、2005年12月15日にコナミから発売されたニンテンドーDS専用の対戦型格闘ゲームである。

## 概要
漫画『コロッケ!』のゲーム化作品で、今作もオリジナルのストーリーを展開している。
前作『時空の冒険者』と同じく今回もタクティクスという戦法で敵に勝ち抜いていく。前作と違い敵と味方は複数のチームを率いてフェイズしていたものの、敵味方とも1チームずつになった。前作では「〜軍（〜はチームの名前）フェイズ」と称されていたものの、味方のフェイズが「プレイヤーフェイズ」に、敵のフェイズが「エネミーフェイズ」に区分けされるようになった。また、フィールドも3Dになっており、360度回転することが出来る。
DS・DS Lite（DSi、DSi LL、3DS、3DS LL、New 3DS、New 3DS LL、2DS、New 2DS LLは利用不可）ではゲームボーイアドバンス版シリーズ作品とのダブルスロット対応で、この機能を使用すると過去シリーズに登場したキャラクターが本編には関わらない特殊な隠しキャラとして使用可能になり、使用できるキャラクターはソフトによって異なり、全部で5人存在する。
戦闘中にダメージを与えたときに擬態語を表す文字が出現したり、登場人物の台詞の枠の形が場合に応じて変わるなど、漫画の要素も追加されている。

## ストーリー
ある夜、何気なく夜空を見上げるコロッケたちのところに一枚の禁貨が振ってきた。そんな折、バンカーたちの間では天空世界のうわさで持ち切りになっていた。天空世界にはつかみきれないほどの大量の禁貨があるらしく、コロッケは天空世界に行くことに決めた。

## ゲームモード

### ストーリーモード
コロッケたちを操作し、マップ上の敵を倒していく。途中、ルートが別れ、選んだルートによって登場する敵、味方キャラが変わってくる。
本編中のキャラクターをa編・b編で全て入手するとカラスミ軍の過去のストーリーを楽しめる「カラスミ外伝」がプレイできるようになる。

### トーナメントモード
自分を含めた8人のキャラクターが戦うモード。ルールは試合開始前にルーレットで決定。優勝すると禁貨がもらえる。

#### ルール
バンカーバトル!
通常の勝負。相手の体力を0にすれば勝ち。
いただ禁貨!
ステージ上の5枚の禁貨を奪い合う。相手より多く禁貨を持っていれば勝ち。
禁貨を1枚置き去りにして相手と戦おうとすると、相手が全く攻撃しない。
おたからアタック
ステージ上の宝箱を壊し、相手より多くのカネーを集めれば勝ち。ニガリでやると、楽に9999カネー獲得できる。
ファイアーラン
左右から炎が飛んでくる。それ以外は通常の勝負と変わらない。

### 対戦モード
シングル対戦
CPUと対戦。人数は2~4人まで。
チーム対戦
2対2のバトル。
通信対戦
他プレイヤーと対戦。

### おまけモード
パスワード
6ケタの数字を入力し、隠しキャラクターを出現させたりアイテムを入手する。
Wスロット
過去のGBA版コロッケ!をDSに差し込んでいると隠しキャラクターが出現する。
キャラクターコピー
通信で隠しキャラを相手のデータにコピーする。

## キャラクター
コロッケ!#登場キャラクターを参照。

### コロッケと仲間たち
コロッケ
リゾット
ウスター
プリンプリン
フォンドヴォー
T-ボーン
キャベツ
ダイフクー
テト
前作に引き続き、プレイヤーキャラとして登場。
ポー
タロ
パエリア
以下のキャラクターは、ルート次第では仲間にならない。
ウィンナー（アニメオリジナルキャラクター）
シャーベット（アニメオリジナルキャラクター）
オコゲ

### カラスミ軍
カラスミ
アンチョビ
本作品でも通常形態と究極体は別キャラクター扱いとなる。
タンタンメン
ピロシキ
モッツァレラ
フカヒレ

### BB7
前作では本編には登場しない特殊な隠しキャラとして登場したが、今作では本編に登場する。
レモネード
ニガリ
ヤキソバ
ルッコラ
パンプキン
クスクス
マルゲリータ

### その他
アブラミー
盗賊バンカー
ザコキャラの一種。モヒカン頭とバンダナが特徴。斧が武器。色違いのグランシェフ兵、カラスミ兵も登場する。
防御力・攻撃力共にLVの割に低いので注意。
XO
以下のキャラクターは、ルート次第では登場しない。
グルテン
サーディン
Dr.フォアグラー

### オリジナルキャラクター
エスカルゴ
ズッキーニ
タカノツメ
サイダー
天空兵→おたからアタックで使うと･･･

### ビシソワーズ兄弟
前作で特殊な隠しキャラで登場したBB7と同様、これら5人も本編には一切登場しない特殊な隠しキャラとなり、本編以外のモードで使用可能。
初回起動時に5人の中からランダムで1人だけ最初から使用でき、残りの4人はパスワード入力か持っている友達と通信することで使用可能になる。また、この5人は原作に先駆けて登場し、必殺技が本作で初披露されている。
ユバ
ブーケガルニ
スズキ
ストロガノフ
ウズラ

### 特殊な隠しキャラクター
ビシソワーズ兄弟と同様、これらのキャラは本編には一切登場しない特殊な隠しキャラとなり、本編以外のモードで使用可能。
パスワードやダブルスロットを利用することで使用できる他、持っている友達と通信することでも使用可能になる。
黒マントの男
「夢のバンカーサバイバル」とダブルスロットすることで出現。アンチョビとは別キャラ扱いで登場。
バジル
「コロッケ！2」とダブルスロットすることで出現。
ゴーヤ
「コロッケ！3」とダブルスロットすることで出現。
マスタード
「コロッケ！4」とダブルスロットすることで出現。
ハム
「コロッケ！Great」とダブルスロットすることで出現。前作の主人公の1人。
コロット
パスワードを入力することで出現（パスワードが公開される前は、イベントでの配信であった）。コロッケとリゾットが合体した戦士で、当初はゲームオリジナルキャラクターであったが、後に原作にも登場した。